# New Age of Earth
New Age of Earth è un album di Manuel Göttsching. Sebbene si tratti di un album solista di Manuel Göttsching originariamente, nel 1976, era stato pubblicato dalla Isadora Records, come album degli Ash Ra Tempel. Le versioni successive (1977 e successive) portarono come interprete semplicemente Ashra..
New Age of Earth è stato inserito tra i più influenti 25 album di musica Ambient di tutti i tempi.
Nel 2016, Pitchfork l'ha collocato al 31º posto sulla sua lista dei 50 migliori album di musica Ambient di tutti i tempi.

## Tracce
1. Sunrain – 7:26
2. Ocean of Tenderness – 12:36
3. Deep Distance – 5:46
4. Nightdust – 21:50[2][5]

## Strumentazione
Manuel Göttsching suona:
- ARP Odyssey
- Farfisa Syntorchestra
- EMS Synthi A
- Eko Computerythm
- Chitarra Gibson SG[2][5]